# 多枝木蓝
多枝木蓝（学名：Indigofera ramulosissima），为豆科木蓝属下的一个植物种。